# Cascera variegata
Cascera variegata är en fjärilsart som beskrevs av Rothschild 1917. Cascera variegata ingår i släktet Cascera och familjen tandspinnare. Inga underarter finns listade i Catalogue of Life.